# Kokia kauaiensis
Kokia kauaiensis е вид растение от семейство Слезови (Malvaceae). Видът е критично застрашен от изчезване.

## Разпространение
Разпространен е в САЩ.